# Tshering Dorji
Tshering Dorji (10 september 1993) is een Bhutaans voetballer die bij voorkeur als middenvelder speelt. In 2015 verruilde hij Ugyen Academy FC voor Thimphu City FC.

## Interlandcarrière
Op 3 december 2011 maakte Dorji in de wedstrijd tegen Sri Lanka zijn debuut voor het nationale elftal van Bhutan. Meer dan drie jaar later maakte hij zijn eerste doelpunt, ook in een wedstrijd tegen Sri Lanka.
| Interlands van Tshering Dorji voor Bhutan | Interlands van Tshering Dorji voor Bhutan | Interlands van Tshering Dorji voor Bhutan | Interlands van Tshering Dorji voor Bhutan | Interlands van Tshering Dorji voor Bhutan | Interlands van Tshering Dorji voor Bhutan |
| №                                         | Datum                                     | Wedstrijd                                 | Uitslag                                   | Soort wedstrijd                           | Doelpunten                                |
| ----------------------------------------- | ----------------------------------------- | ----------------------------------------- | ----------------------------------------- | ----------------------------------------- | ----------------------------------------- |
| 1.                                        | 3 december 2011                           | Sri Lanka – Bhutan                        | 3 – 0                                     | Zuid-Azië Cup 2011                        | 0                                         |
| 2.                                        | 5 december 2011                           | India – Bhutan                            | 5 – 0                                     | Zuid-Azië Cup 2011                        | 0                                         |
| Als speler bij Ugyen Academy FC           |                                           |                                           |                                           |                                           |                                           |
| 3.                                        | 14 november 2012                          | Thailand – Bhutan                         | 5 – 0                                     | Vriendschappelijk                         | 0                                         |
| 4.                                        | 2 september 2013                          | Afghanistan – Bhutan                      | 3 – 0                                     | Zuid-Azië Cup 2013                        | 0                                         |
| 5.                                        | 4 september 2013                          | Bhutan – Malediven                        | 2 – 8                                     | Zuid-Azië Cup 2013                        | 0                                         |
| 6.                                        | 6 september 2013                          | Sri Lanka – Bhutan                        | 5 – 2                                     | Zuid-Azië Cup 2013                        | 0                                         |
| Als speler bij Thimpu City FC             |                                           |                                           |                                           |                                           |                                           |
| 7.                                        | 12 maart 2015                             | Sri Lanka – Bhutan                        | 0 – 1                                     | WK 2018 (kwalificatie)                    | 1                                         |
| 8.                                        | 17 maart 2015                             | Bhutan – Sri Lanka                        | 2 – 1                                     | WK 2018 (kwalificatie)                    | 0                                         |